# Мурашов Євген Ігорович
Євге́н І́горович Мурашо́в (нар. 9 травня 1995) — український футболіст, нападник.

## Кар'єра гравця
Вихованець МФК «Кремінь» (Кременчук). Виступав у юнацькому складі донецького «Шахтаря». У липні 2013 року став футболістом одеського «Чорноморця». У сезоні 2013/14 зіграв за юнацький склад цього клубу 20 ігор, забив 6 голів. Наступний сезон починав у молодіжній команді «моряків».
8 квітня 2015 року провів перший поєдинок в основному складі «Чорноморця»: у матчі-відповіді 1/4 фіналу Кубка України проти дніпропетровського «Дніпра» Мурашов вийшов у стартовому складі, де зайняв позицію під нападником Вадимом Яворським.
В українській Прем'єр-лізі дебютував 3 травня того ж року у грі проти того ж «Дніпра», замінивши у другому таймі Дениса Васіна. Починаючи з цього матчу став регулярно з'являтися у складі першої команди одеситів.
2 вересня 2016 був переданий в оренду грузинській «Гурії» (Ланчхуті). В кінці року повернувся до «моряків», проте на поле майже не виходів, зігравши лише одну гру в Прем'єр-лізі і 5 вересня 2017 року контракт за взаємною згодою було скасовано.
9 вересня 2017 року підписав контракт з клубом Першої ліги «Жемчужина» (Одеса).